# Jenő Brandi
Pour les articles homonymes, voir Brandi.
Jenő Brandi (né le 13 mai 1913 à Budapest et mort le 4 décembre 1980 dans la même ville) est un joueur de water-polo hongrois, champion olympique en 1936 à Berlin.